# Bellissimo così
Bellissimo così è un singolo della cantante italiana Laura Pausini, il quarto estratto dall'album in studio Primavera in anticipo e pubblicato nel giugno 2009 solo in Brasile.

## Il brano
Il testo della canzone è scritto da Laura Pausini insieme a Cheope; la musica è di Federica Fratoni e Daniele Coro; l'adattamento spagnolo è di Ignacio Ballesteros.
Nel brano Laura Pausini si presenta per la prima volta come cantante sexy, interpretando dei versi che parlano di un amore sensuale.
La canzone viene tradotta in lingua spagnola con il titolo Bellísimo así e inserita nell'album Primavera anticipada.

## Formazione
- Laura Pausini: voce, cori
- Dado Parisini: tastiera, pianoforte
- Gabriele Fersini: chitarra
- Massimo Varini: chitarra
- Emiliano Fantuzzi: chitarra
- Riccardo Galardini: chitarra
- Cesare Chiodo: basso
- Alfredo Golino: batteria
- Curtq Bisquera: batteria

## Promozione

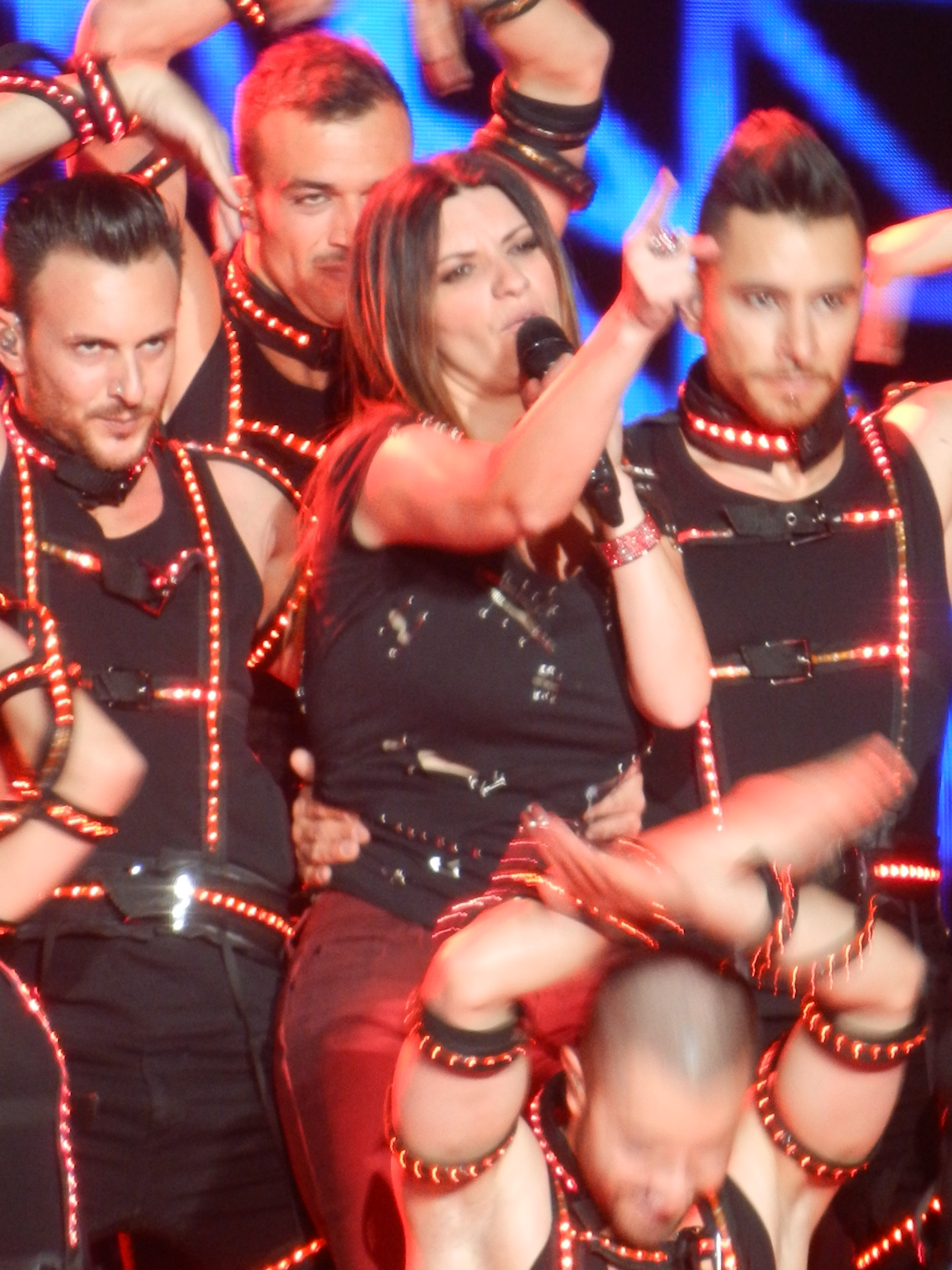
Laura Pausini canta Bellissimo così durante lInedito World Tour 2011-2012

Inserito intero nel World Tour 2009, il singolo Bellissimo così viene eseguito per la prima volta dal vivo in tv il 12 ottobre 2009  nel programma brasiliano "Hebe".
Successivamente, Bellissimo così viene inserito in medley dance nell'Inedito World Tour 2011-2012 e in medley pop nel Simili World Tour 2016.

## Pubblicazioni
Bellissimo così è stata inserita nella raccolta brasiliana Poder Paralelo del 2009, mentre la versione dal vivo è presente negli album Inedito - Special Edition e Inédito - Special Edition del 2012 (Medley Dance video).
Bellísimo así è invece presente in versione dal vivo negli album Laura Live World Tour 09 e Laura Live Gira Mundial 09 del 2009 (Medley Pop video).

## Classifiche
| Classifica (2012)         | Posizione massima |
| ------------------------- | ----------------- |
| Italian Chart Performance | 75                |

## Colonna sonora
Nel 2009, Bellissimo così è stato impiegato in Brasile come colonna sonora della telenovela Poder Paralelo.